# Allsvenskan i handboll för damer 1973/1974
Allsvenskan i handboll för damer 1973/1974 vanns av Kvinnliga IK Sport, som vann grundserien. Därefter följde en slutspelsserie mellan de tre främsta lagen ur Division I (Allsvenskan) och segraren i kvalet mellan de två första lagen ur de tre Norrlandsgrupperna. SM-guldet vanns av Stockholmspolisens IF, som bland annat besegrade IK Bolton, som tog SM-silver, med 11-9 i slutspelsserien.

## Sluttabell

### Grundserien
| Nr | Lag                      | Matcher | Vinst | Oavgjort | Förlust | Målskillnad | Poäng |
| -- | ------------------------ | ------- | ----- | -------- | ------- | ----------- | ----- |
| 1  | Kvinnliga IK Sport       | 18      | 13    | 4        | 1       | 268-180     | 30    |
| 2  | IK Bolton                | 18      | 14    | 1        | 3       | 293-205     | 29    |
| 3  | Stockholmspolisens IF    | 18      | 12    | 4        | 2       | 269-178     | 28    |
| 4  | Borlänge HK              | 18      | 12    | 3        | 3       | 233-174     | 27    |
| 5  | IFK Nyköping             | 18      | 8     | 1        | 9       | 240-254     | 17    |
| 6  | IFK Karlskrona           | 18      | 7     | 2        | 9       | 254-241     | 16    |
| 7  | Mölndals HF              | 18      | 7     | 1        | 10      | 219-228     | 15    |
| 8  | IF Skade                 | 18      | 4     | 3        | 11      | 206-245     | 11    |
| 9  | IF Hellton               | 18      | 3     | 0        | 15      | 200-269     | 6     |
| 10 | Stockholms spårvägars IF | 18      | 0     | 1        | 17      | 157-365     | 1     |

### Slutspelsserien
| Nr | Lag                   | Matcher | Vinst | Oavgjort | Förlust | Målskillnad | Poäng |
| -- | --------------------- | ------- | ----- | -------- | ------- | ----------- | ----- |
| 1  | Stockholmspolisens IF | 3       | 3     | 0        | 0       | 48-25       | 6     |
| 2  | IK Bolton             | 3       | 2     | 0        | 1       | 42-27       | 4     |
| 3  | Kvinnliga IK Sport    | 3       | 1     | 0        | 2       | 37-42       | 2     |
| 4  | Malmbergets AIF       | 3       | 0     | 0        | 3       | 26-59       | 0     |

Stockholmspolisens IF svenska mästarinnor.